# Coprine

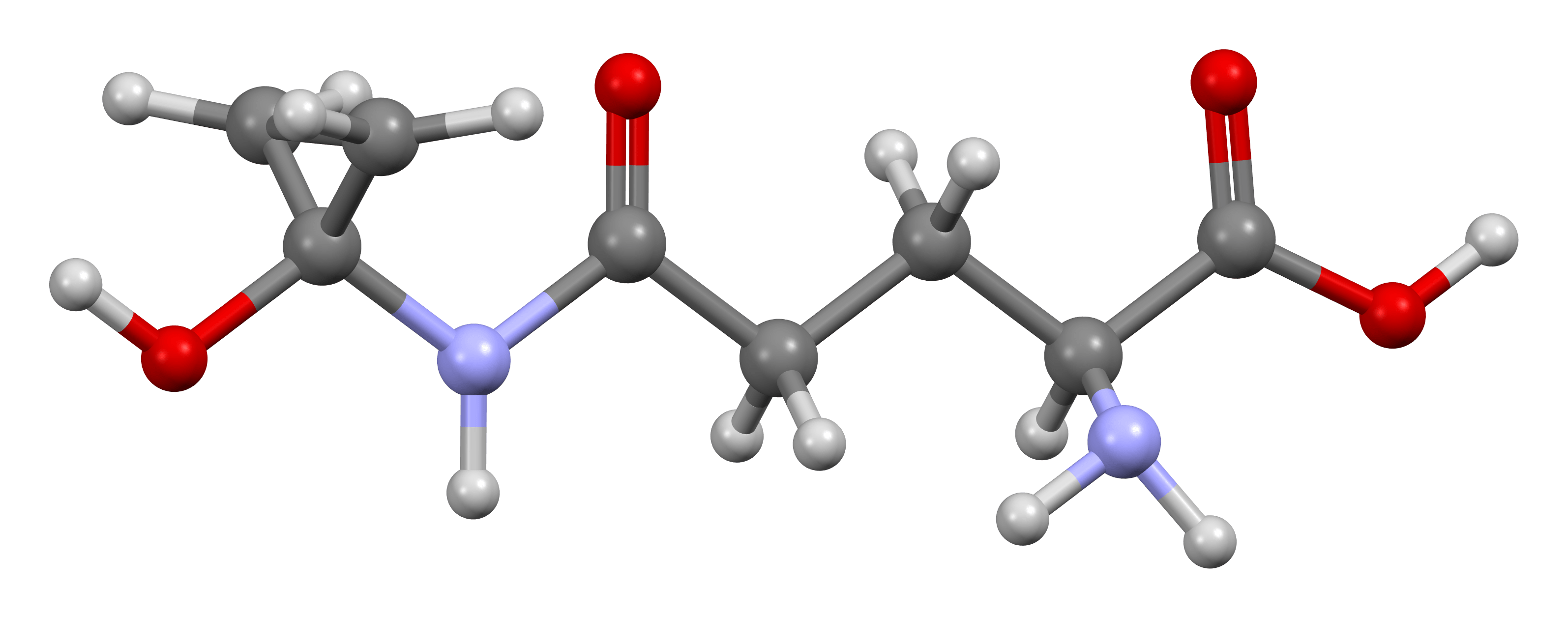
Coprine (composé chimique)

La coprine est une mycotoxine. Son nom IUPAC est N 5-(1-Hydroxycyclopropyl)-L-glutamine. Elle a été isolée pour la première fois à partir du coprin noir d'encre, Coprinus atramentarius. On la trouve dans les champignons du genre Coprinus (une centaine d'espèces). Lorsqu'elle est associée à l'alcool, elle provoque le « syndrome Coprinien ». Elle inhibe l'enzyme aldéhyde déshydrogénase, impliquée dans le métabolisme de l'alcool et a un effet Antabuse, entraînant une intolérance à l'alcool pendant 5–10 jours: vomissements, tachycardie, bouffées congestives du visage, hypotension.